# Aleksandar Milivojević
Aleksandar Milivojević, cyr. Александар Mиливojeвић (ur. 21 lutego 1983 w Novim Pazarze) – czarnogórski siatkarz, grający na pozycji przyjmującego, reprezentant Czarnogóry.

## Sukcesy klubowe
Puchar Serbii i Czarnogóry:
- 2004

Mistrzostwo Serbii i Czarnogóry:
- 2004

Puchar Czarnogóry:
- 2007, 2008, 2014, 2021

Mistrzostwo Czarnogóry:
- 2007, 2008, 2014, 2021

Mistrzostwo Grecji:
- 2010

MEVZA:
- 2012

Mistrzostwo Chorwacji:
- 2012

Puchar Rumunii:
- 2018

Mistrzostwo Rumunii:
- 2018
- 2019